# Bridger (Montana)
Pour les articles homonymes, voir Bridger.
Bridger est une ville du comté de Carbon dans le Montana, aux États-Unis. Elle fait partie de l'aire métropolitaine de Billings, et compte une population de 708 habitants au recensement de 2010.

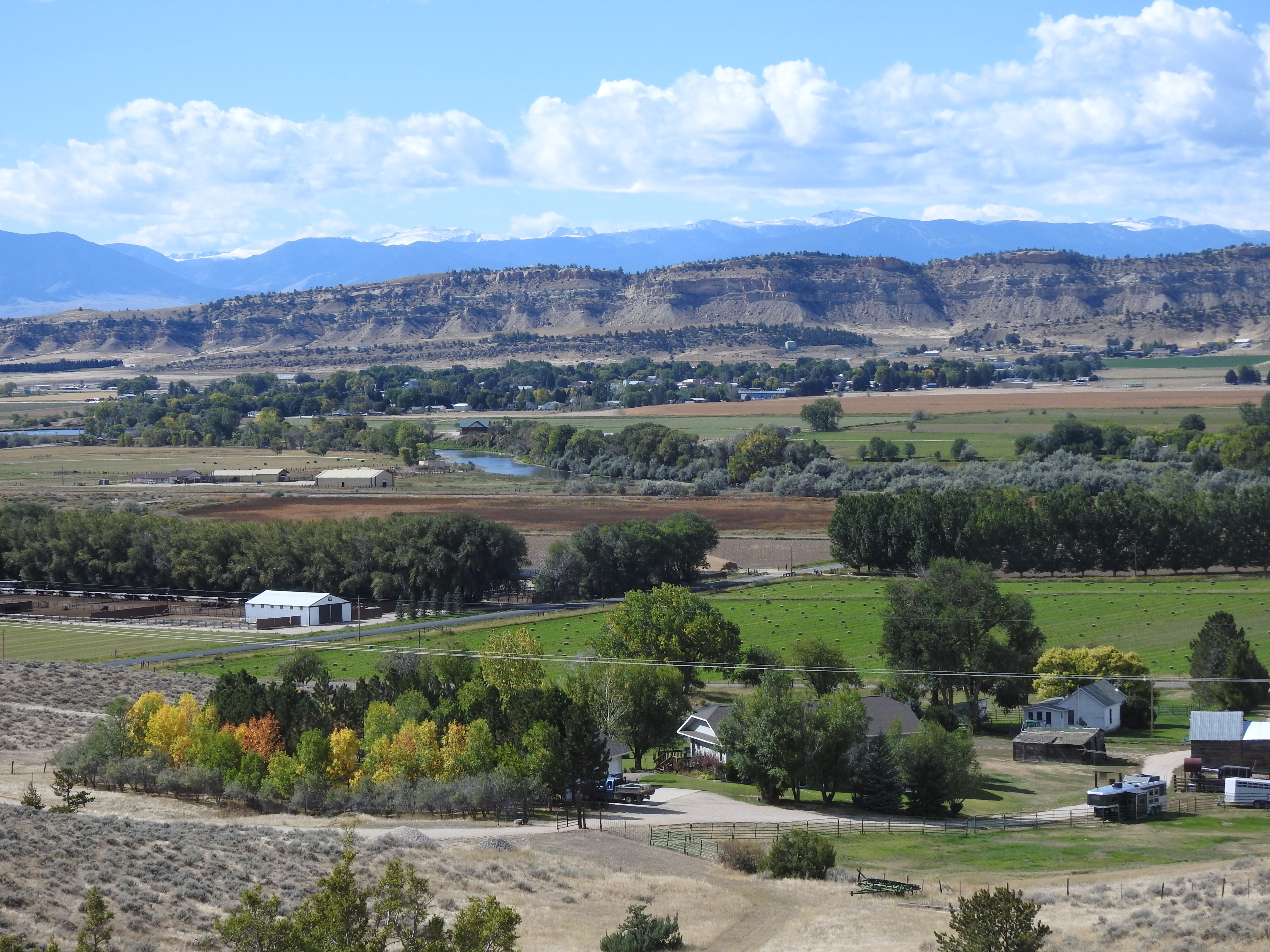
Bridger, Montana dans le comté Carbon